# Pothia
Pothia of Pothaia of Kalymnos-stad (Grieks: Πόθια of Πόθαια of Κάλυμνος) is de grootste plaats op het Griekse eiland en gemeente Kalymnos, gelegen nabij Kos, in de Dodekanesos. De stad telt ongeveer 11.000 inwoners.
Pothia is de belangrijkste haven van het eiland met veel veerverbindingen. Het stadje kent veel architectuur van Italiaanse oorsprong, waaronder een kathedraal opgedragen aan Jezus. De stad is tegen een heuvel opgebouwd (amphitheatherstijl) en de huizen hebben verschillende kleuren. Pothia heeft een strandboulevard, een grot (Nymfengrot) en een fort (Chrysochera). Bezienswaardig is verder het nonnenklooster van Saint Sava, gelegen op de heuvels in het achterland.
Sinds 2006 is er een nieuw vliegveld op Kalymnos, gelegen bij Argos, op enkele kilometers van Pothia.
Bestuurlijk is Pothia een buurtschap (oikismo) van de gemeente (dimos) Kalymnos, in de Griekse bestuurlijke regio (periferia) Zuid-Egeïsche Eilanden.